# Grant, Minnesota
Grant är en ort i Washington County i Minnesota. Vid 2020 års folkräkning hade Grant 3 966 invånare.